# Orlovice
Orlovice – wieś w Czechach w kraju południowomorawskim.
Gmina zajmuje powierzchnię 14,47 km². W 2006 roku liczyła 309 mieszkańców. Wieś leży ok. 8 km na południowy wschód od miasta Vyškov, 35 km na wschód od Brna i 215 km na południowy wschód od Pragi

## Historia
Pierwsze pisemne wzmianki o wsi pochodzą z 1328 roku.

## Zabytki
- Kościół św. Wacława wybudowany w 1785 roku u podnóża zamku
- Pozostałości po zamku ulokowanym na zachód od wsi, prawdopodobnie wzniesionym przed 1200 rokiem, zniszczony na początku wojen husyckich
- Plebania
- Zabytkowy krzyż w kościele
- Krzyż pomiędzy wsiami Orlovice a Moravské Málkovice
- Krzyż przy szosie „Nad štumperem”
- Krzyż przy szosie „Ochůzky”